# 龍鼓水道撞船事故
龍鼓水道撞船意外是於2008年3月22日，發生在香港水域的船難，共18人死亡，為1971年佛山號翻沉事故後至2012年南丫島撞船事故前，香港最嚴重的海上事故。
2008年3月22日星期六晚上9時26分，一艘烏克蘭遠洋拖船Neftegaz-67，在香港龍鼓水道近大小磨刀洲對開海面，跟一艘中國大陸散裝船發生碰撞，拖船其後沉沒，船上25位船員中，7名獲救，包括船長，其餘18人失蹤。事後，廣州打撈局的起重船南天馬第一時間到達現場，可惜水流太急，沉船太重，其後拖船公司租用亞洲大型的起重船華天龍打撈沉船。
烏克蘭政府表示關切，並且派遣烏克蘭駐華大使館館員處理事後工作。
涉案船隻是中國大陸貨船耀海，全長150米，總噸位70,000噸。沉沒船隻在2003年曾經來香港，當時因為安全設施不合格，被海事處一度扣查。

## 時序

### 3月22日
- 21:13，撞船意外。
- 21:36，海事處、香港水警及消防船等到場，救起7名墮海船員。
- 23:54，消防處蛙人落水搜查，找不到沉船位置。

### 3月23日
- 04:20，水道測量船發現沉船在400米外的海底，船底向天。
- 06:00，蛙人接近沉船，敲打船身，但是回應全無，估計凶多吉少。

### 4月16日
- 中午，廣州打撈船華天龍駛達屯門對開海面大小磨刀。預計打撈工作需時2個星期[2]。

### 4月27日
- 沉船開始由華天龍撈上水面，下一步是修補船身，令之能夠自浮。

### 4月28日
- 華天龍號將烏克蘭補給船打撈上海面，逾百名災難遇害者辨認組警務人員登船大規模搜索，發現14具屍體。另打撈人員在沉船甲板上檢查，評估船隻損毀程度及自浮能力。[3]

### 4月29日
- 最後一具失蹤船員屍體已被尋獲。

## 刑事起訴
烏克蘭補給船船長Kulemesin Yuriy、耀海號船長劉波、領航員鄧鐸華、副領航員秦華德被控以危害他人海上安全，在2010年1月13日於區域法院被判罪名成立，Kulemesin Yuriy和鄧鐸華均被判入獄36個月，其餘兩被告監禁28個月。

## 影響
- 華天龍號來香港打撈烏克蘭沉船，日租費200萬。
- 馬來西亞一家公司乘華天龍是次來香港的機會，向香港法院申請扣押令，事原一單與華天龍船主的商業合約訴訟，涉款約一億美元。